# Tricholoma album
Tricholoma album (Jacob Christian Schäffer, 1774 ex Paul Kummer, 1871) din încrengătura Basidiomycota, în familia Tricholomataceae și de genul Tricholoma este o specie de ciuperci necomestibile care coabitează, fiind un simbiont micoriza, formând prin urmare micorize pe rădăcinile arborilor. O denumire populară nu este cunoscută. Buretele destul de comun, se întâlnește în România, Basarabia și Bucovina de Nord, uneori izolat, dar preponderent în grupuri mai mici, în păduri de foioase, mixte și la marginile lor, în primul rând sub stejari, dar, de asemenea, pe lângă aluni, fagi, mesteceni și plopi tremurători precum prin pajiști, dar acolo numai sub mesteceni, preferând un sol acru, nisipos până argilos. Apare în zone de deal și de munte din (iunie) iulie până în noiembrie.

## Taxonomie

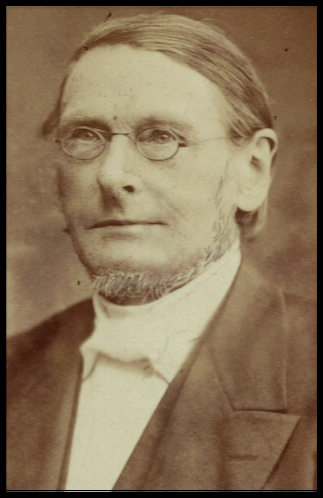
P. Kummer

Numele binomial a fost determinat drept Agaricus albus de renumitul savant german Jacob Christian Schäffer în volumul 4 al operei sale Fungorum qui in Bavaria et Palatinatu circa Ratisbonam nascuntur icones, nativis coloribus expressae din 1774, și transferat corect la genul Tricholoma sub păstrarea epitetului de compatriotul lui Schäffer, anume Paul Kummer, de verificat în publicația sa principală Der Führer in die Pilzkunde - Anleitung zum methodischen, leichten und sicheren Bestimmen der in Deutschland vorkommenden Pilze mit Ausnahme der Schimmel- und allzu winzigen Schleim- und Kern-Pilzchen din 1871. Acest taxon este numele curent valabil (2020).
Toate celelalte încercări de redenumire sunt acceptate sinonim, dar nu sunt folosite.
Numele generic este derivat din cuvintele de limba greacă veche (greacă veche τριχο=păr) și (greacă veche λῶμα=margine, tiv de ex. unei rochii), iar epitetul din cuvântul latin (latină albus=alb, strălucind luminos, îmbrăcat alb), datorită aspectului ciupercii.

## Descriere

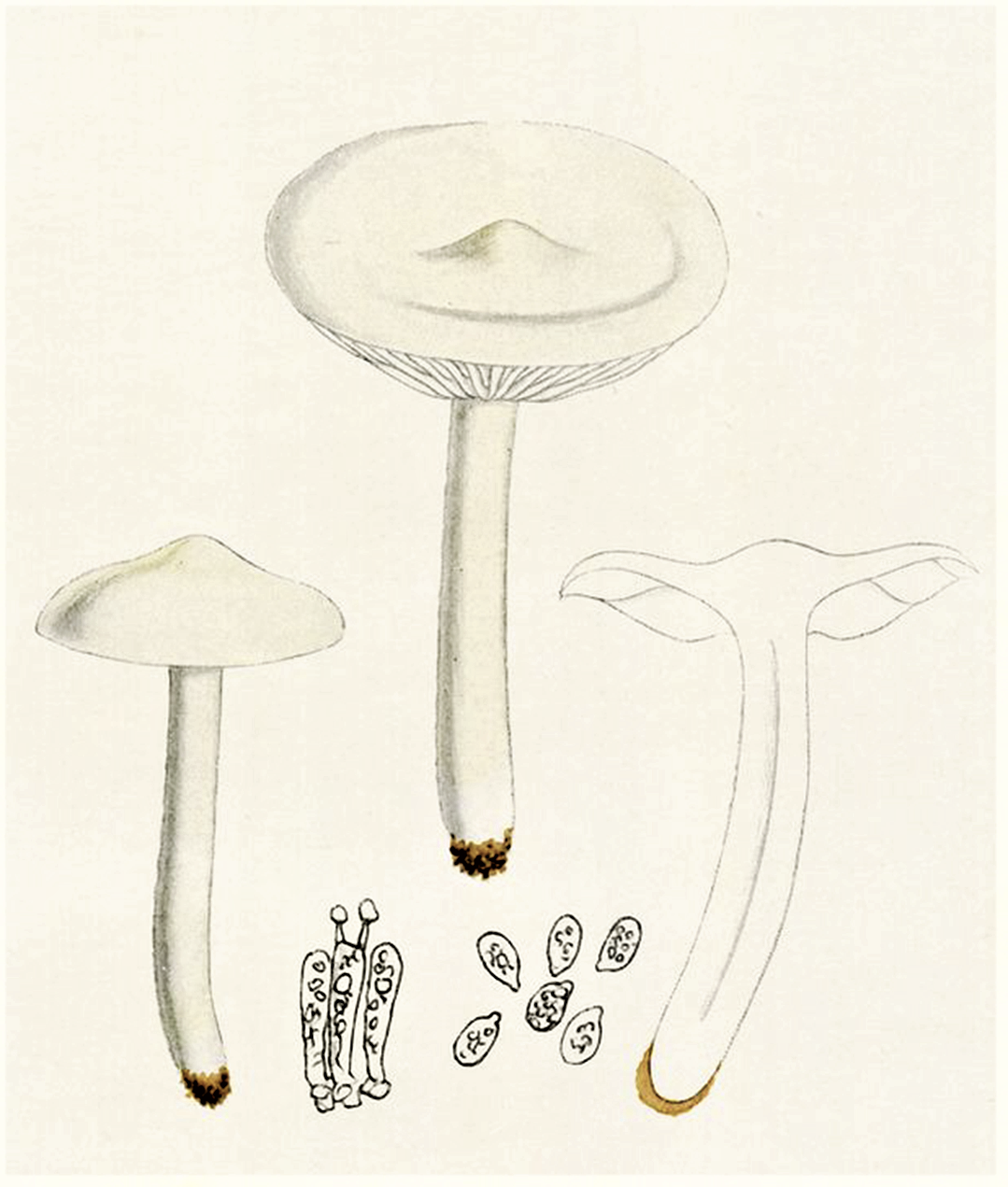
Bres.: Tricholoma album f. gracilis

- Pălăria: are un diametru de 4-8 (12)cm, fiind destul de cărnoasă, bățoasă și sfărâmicioasă, în tinerețe semisferică cu o margine necrestată și răsfrântă spre interior, apoi convexă, adesea cu o cocoașă nu prea remarcabilă largă și turtită, la bătrânețe aplatizată și neregulat ondulată, fără gurgui. Coloritul inițial pur alb se decolorează cu avansarea în vârstă, devine murdar albicios sau ca de fildeș și, începând în centru care va fi de atunci mereu mai închis în culoare, destul de puternic izabel, nu rar cu nuanțe ca de paie, de ocru sau gri-ocru, uneori chiar și deschis maroniu ca multe specii ale genului Entoloma.
- Lamelele: sfărâmicioase și ușor de separat de pălărie sunt intercalate, destul de late, în tinerețe foarte dense, apoi neregulat îndesate și aderate bombat la picior (numit: șanț de castel) cu muchii slab ondulate și zimțate, în vârstă ceva ferăstruite. Coloritul este pentru mult timp alb, căpătând mai târziu nuanțe de crem și/sau slab izabel.
- Piciorul: cu o lungime de 5-10 (8)cm și o lățime de 1-1,5 (1,8)cm, este ferm, bățos, plin pe dinăuntru, cilindric, la forme gracile adesea îndoit, la cele mai puternice slab îngroșat spre jos, sfârșitul bazei fiind adesea ascuțită. Coloritul cojii mate și netede sau fin fibroase este alb până albicios, cu maturitatea la bază ocru-maroniu, în vârstă cu pete maronii sau ruginii. Nu prezintă un inel.
- Carnea: albă care nu se decolorează după tăiere, destul de cărnoasă și fermă, are un miros insistent, greu de descris, fiind dulcișor ca de iasomie sau săpun ieftin, concomitent insistent pământos sau ca de sfeclă, uneori cu componente făinoase și un gust mai întâi neplăcut amar, apoi foarte iute.[3][4]
- Caracteristici microscopice: are spori, netezi, rotunjori până ovoidali, apiculați spre vârf, cu o picătură mare, uleioasă în mijloc, hialini (translucizi) și neamiloizi (nu se decolorează cu reactivi de iod), având o mărime de 5-6 (8) x 3-4 microni. Pulberea lor este albă. Basidiile clavate cu fibule și 4 sterigme fiecare care se trag până peste muchii măsoară 26-30 x 6-8 microni.

Cistidele celule de obicei izbitoare și sterile care pot apărea între basidii și himen, stratul fructifer), în himeniu neexistente, sunt mai scurte, cu vârfuri rotunjite și pediculate. Hifele cuticulei cu o grosime de 2,5-6µm sunt împletite și dispuse paralel, iar celule hifale terminale cu 20-50µm × 3,0-9µm sunt clavate. Partea inferioară a cuticulei, constând din element cilindrice și umflate de 19-50 (70)µm x 3-12µm, nu este diferențiată de trama. Pigmente intracelulare lipsesc sau sunt extrem de palide, fibulele fiind foarte rare, lipsind la aproape toate septele himenului.
- Reacții chimice: nu sunt cunoscute.[12]

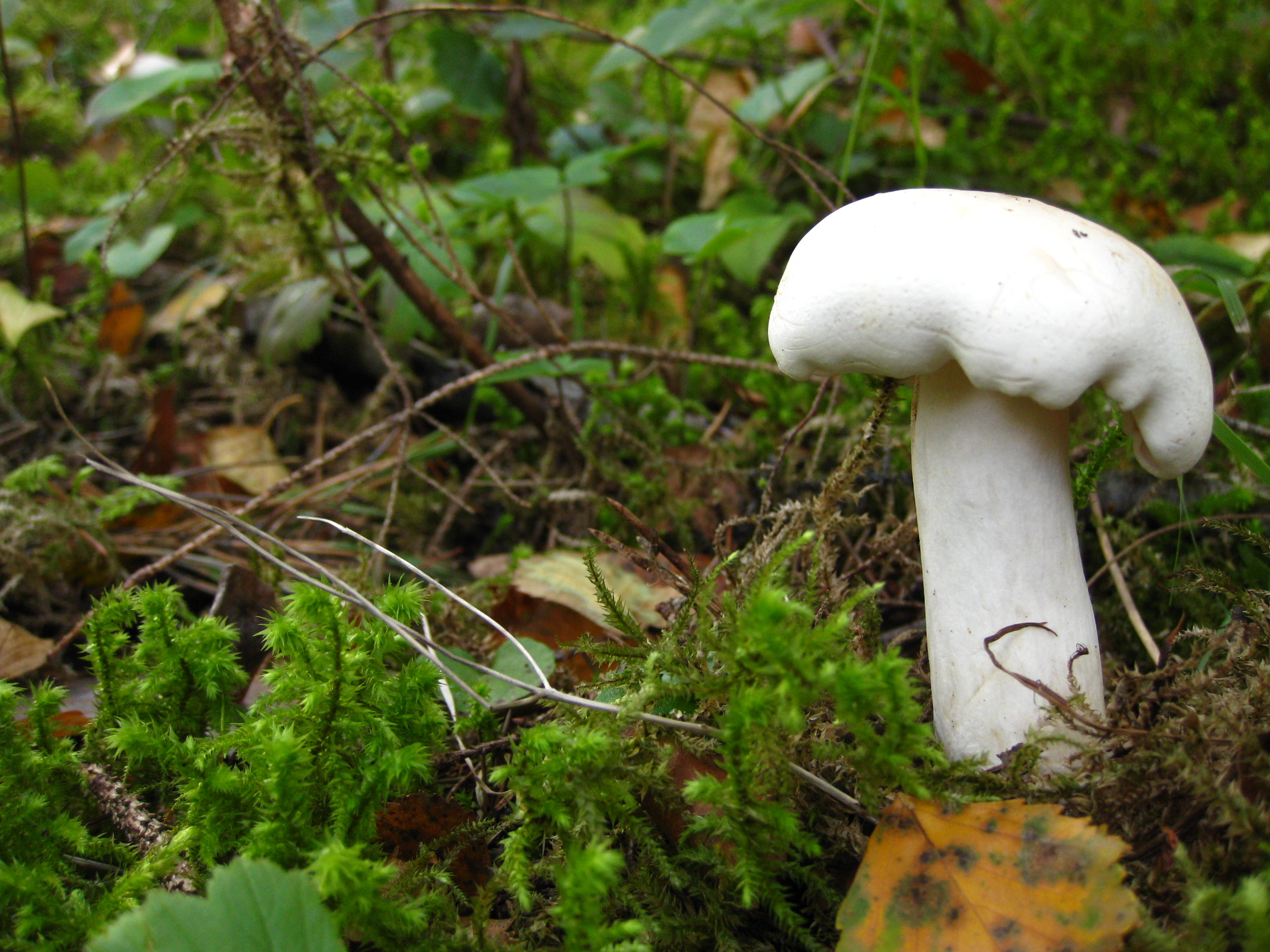
T. album mai tânăr, aspect general
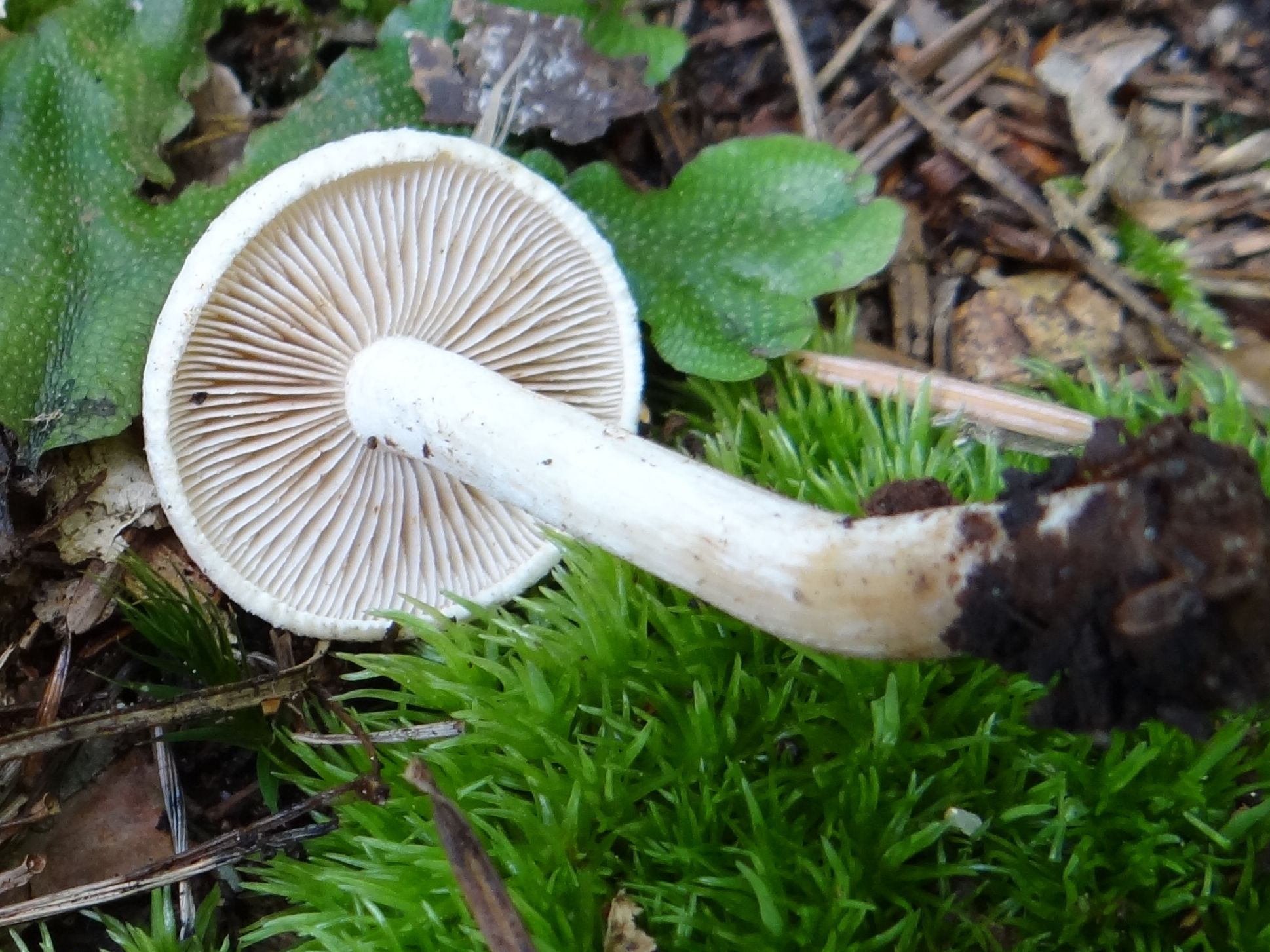
T. album mai tânăr, lamele și picior
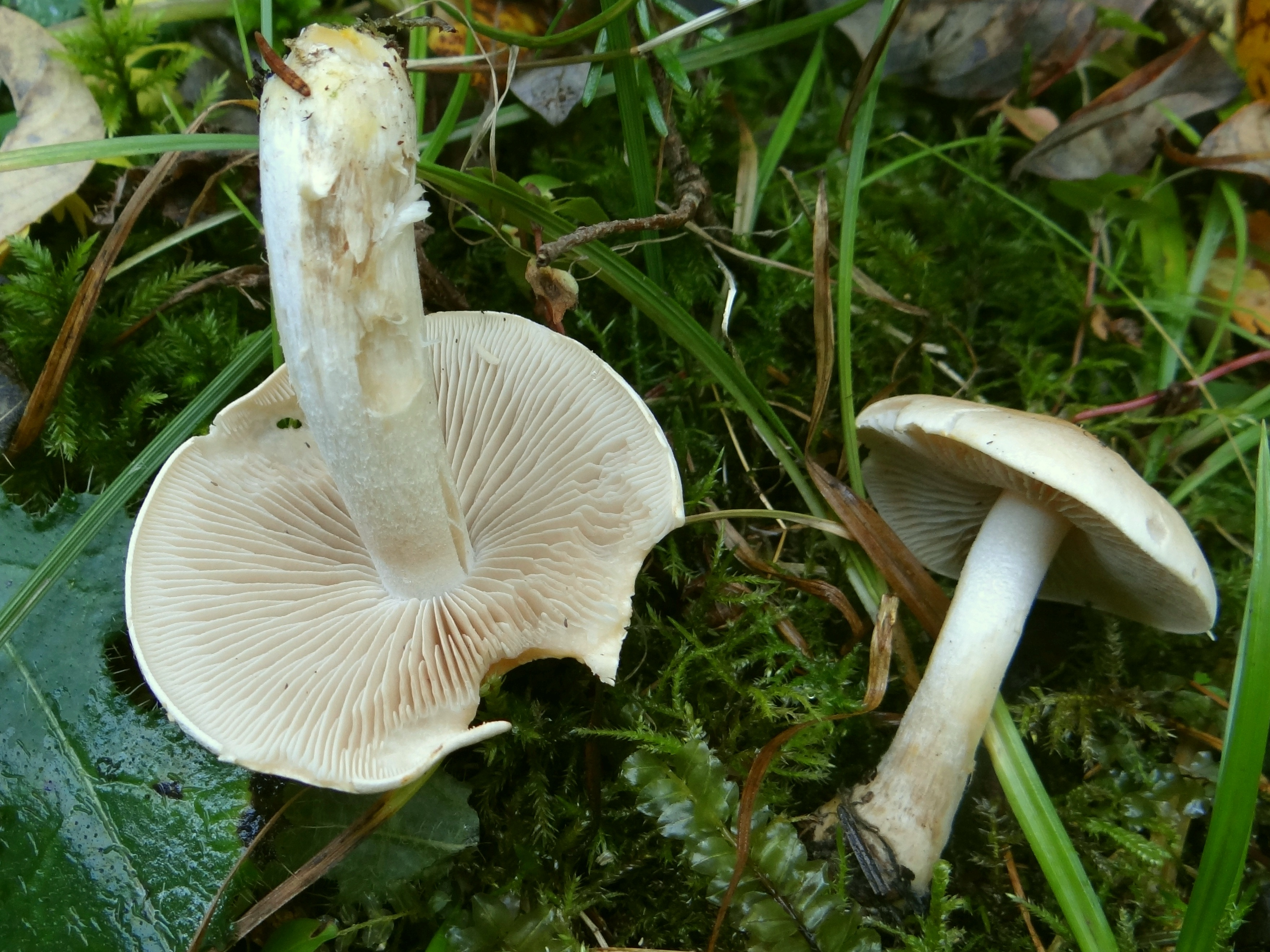
T. album mai bătrân, lamele și picior
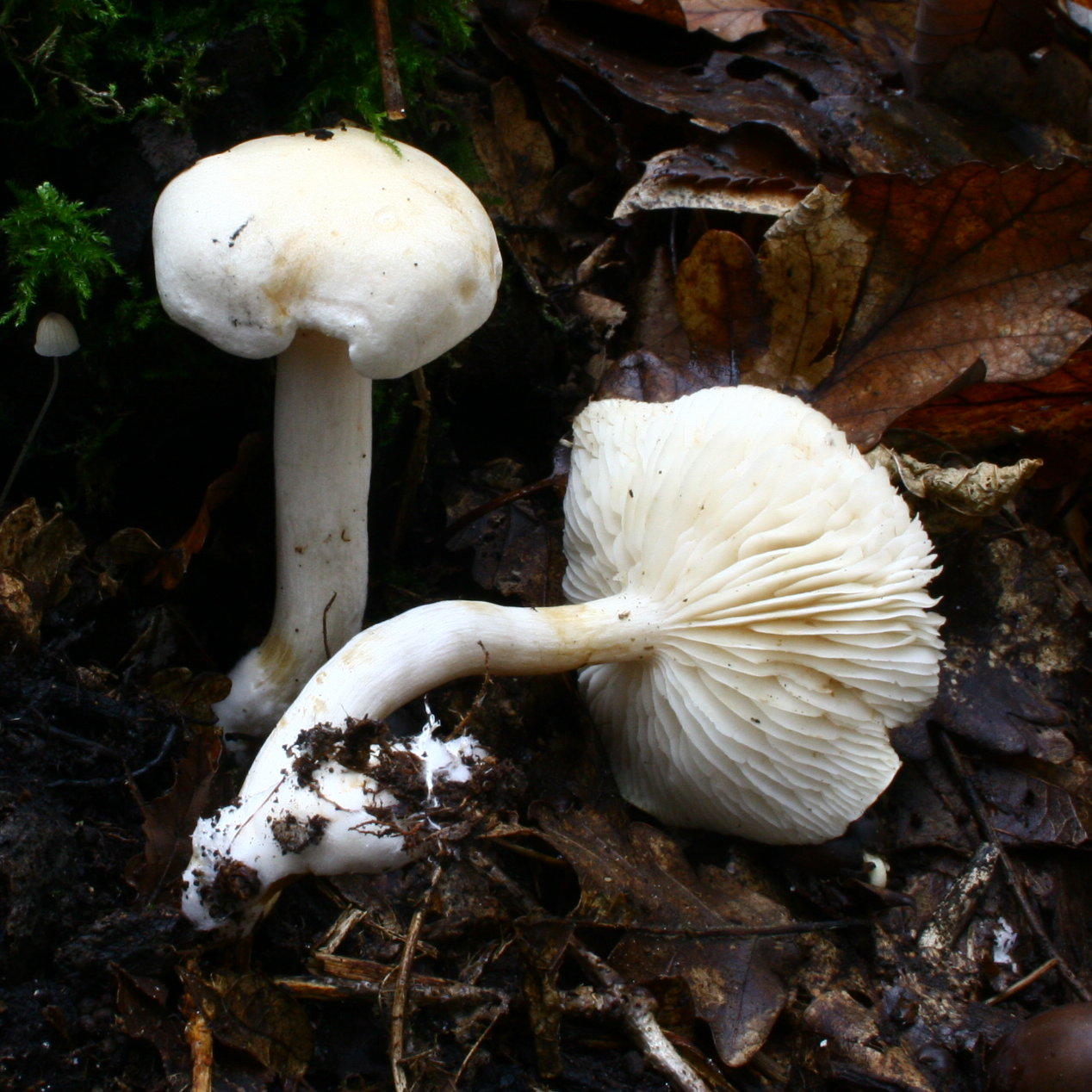
T.a album, formă gracilă

## Confuzii
Ciuperca poate fi confundată în primul rând cu Tricholoma inamoenum (necomestibil, de dezvoltă în păduri de conifere, cuticulă albicioasă până crem, miros de gaz de iluminat, gust blând sau asemănător cu varza, uneori ușor rânced sau amar) Tricholoma lascivum (necomestibil, miros neplăcut de flori de caprifoi sau varză albă, cu avansarea în vârstă dezagreabil pământos cu nuanțe de bitumen, gust imediat amar, apoi în plus iute) sau Tricholoma stiparophyllum, sin. Tricholoma pseudoalbum (necomestibil, se dezvoltă sub mesteceni, cuticulă albicioasă în centru cu pete înnorate ocru-gălbuie până galben-maronii, margine scurt canelată, carne albicioasă cu nuanță gălbuie, miros gazos, neplăcut pământos, gust amar și foarte iute), iar dacă nu se dă seama de odorul intensiv, specia poate fi confundată de asemenea cu Clitocybe phyllophila sin. Clitocybe cerussata (foarte otrăvitoare, uneori letală, saprofit), Clitopilus prunulus (comestibil), Cuphophyllus virgineus sin. Hygrocybe virginea (comestibil), Entoloma prunuloides (necomestibil), Entoloma sinuatum (otrăvitor, posibil letal), Hygrophorus chrysodon (comestibil), Hygrophorus cossus (comestibil), Hygrophorus  eburneus (comestibil), Inocybe geophylla (otrăvitoare, are lamele albicioase, mai târziu ocru-maronii, cu un miros tipic foarte dezgustător, conținând o doză mare de muscarină), Inocybe sambucina (foarte otrăvitoare, posibil letală), Inocybe umbratica (otrăvitoare), Leucocybe connata sin. Clitocybe connata, Lyophyllum connatum (comestibil, saprofit), Pluteus petasatus (comestibil, saprofit, trăiește pe lemn mort de castan, mesteacăn, plop tremurător și tei, miros imperceptibil, dar în vârstă neplăcut dulcișor și pământos, gust blând), Rhodocollybia maculata sin. Collybia maculata (necomestibil, trăiește în toate felurile de pădure sub carpeni, fagi și stejari respectiv sub molizi și pini, cuticulă albicioasă până gălbuie cu pete roșiatice spre centru, lamele albicioase, la bătrânețe brun-roșiatice, miros amărui, neplăcut lemnos, gust amar cu  iz foarte neplăcut), Tricholoma acerbum (necomestibil), Tricholoma columbetta (comestibil, destul de savuros) sau Tricholoma roseoacerbum (otrăvitor, trăiește în păduri de conifere preferat sub brazi, miros imperceptibil, gust amar și iute).

## Specii asemănătoare în imagini

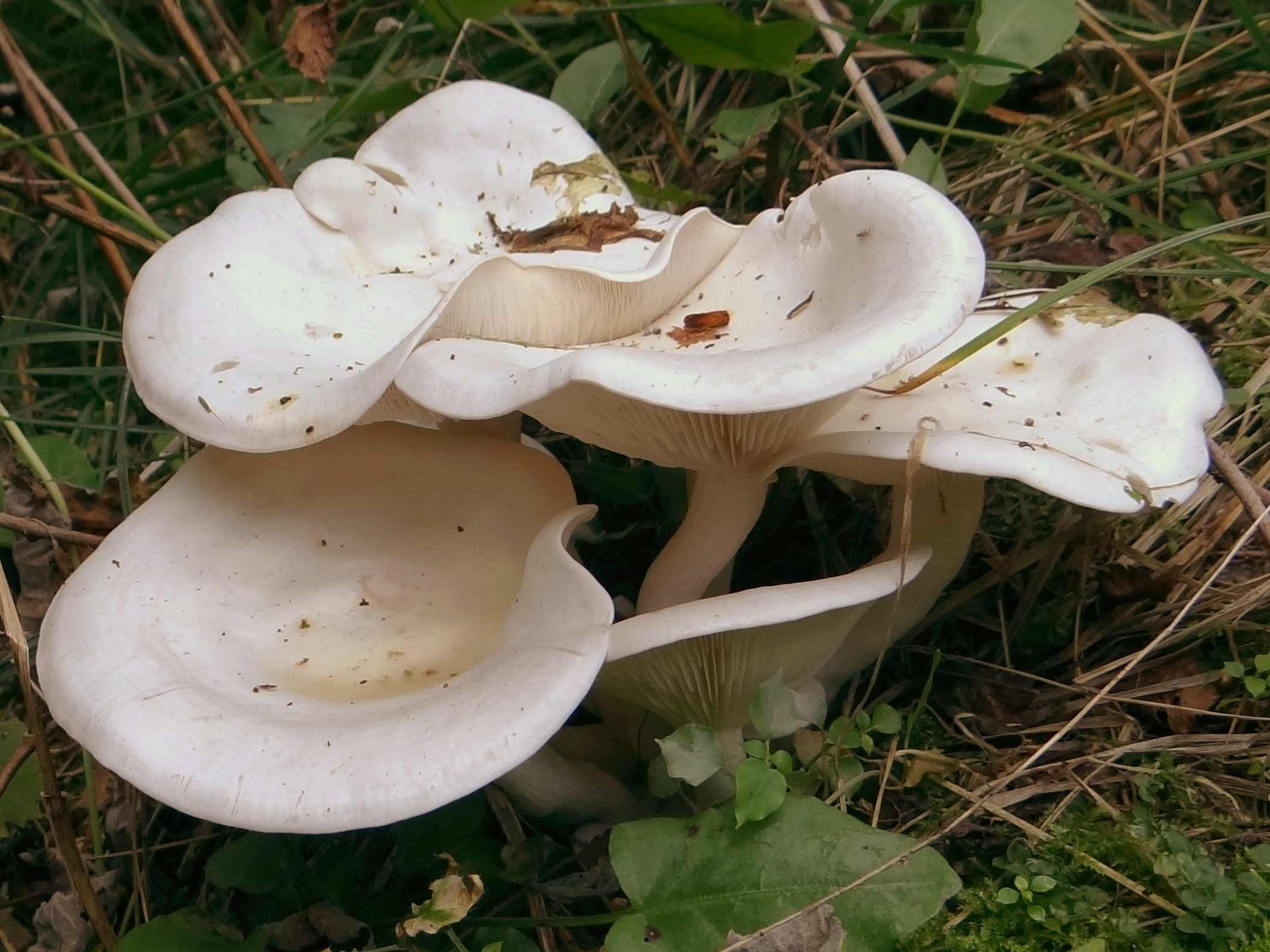
!!!Clitocybe phyllophila sin. Clitocybe cerussata!!!
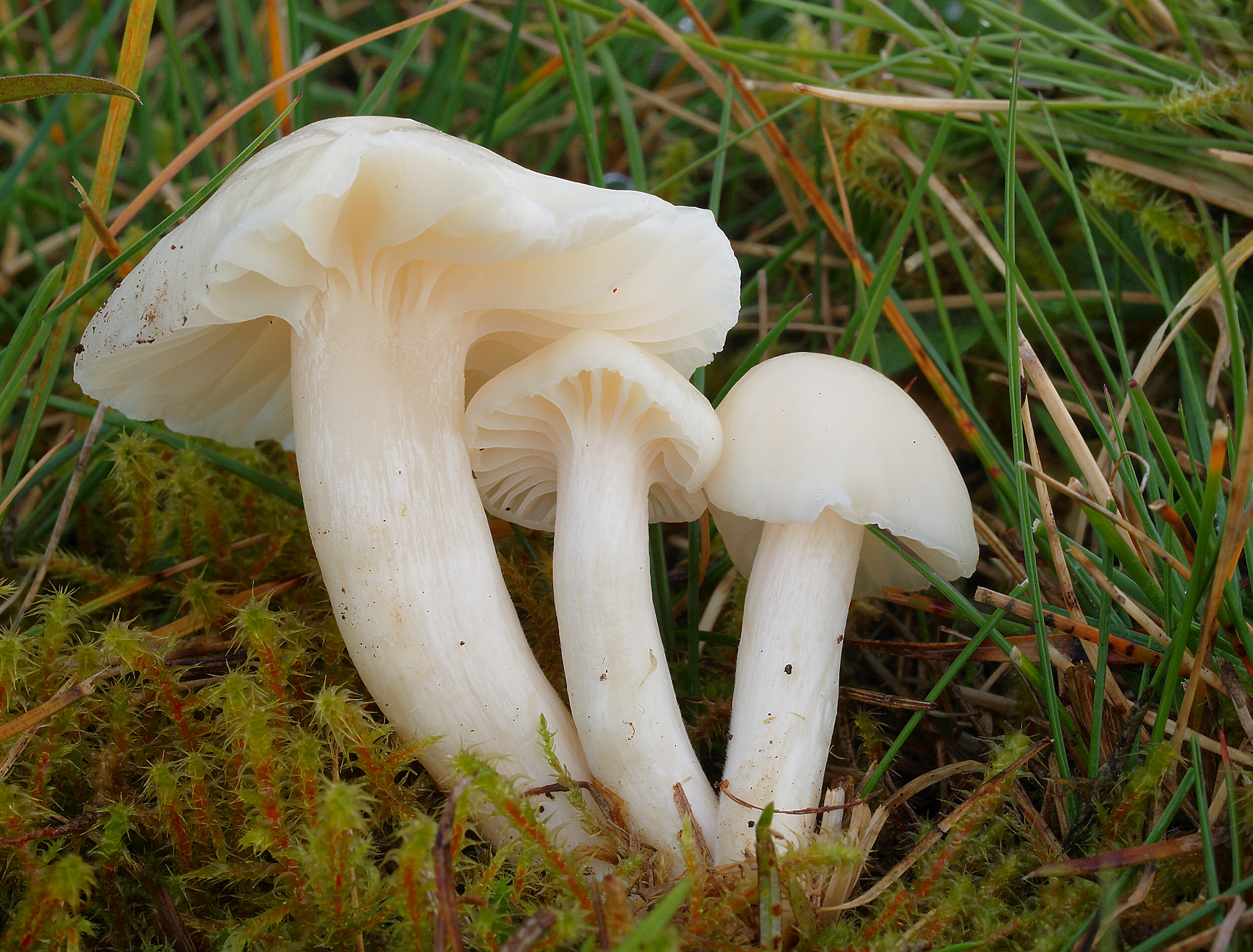
Cuphophyllus virgineus sin. Hygrocybe virginea
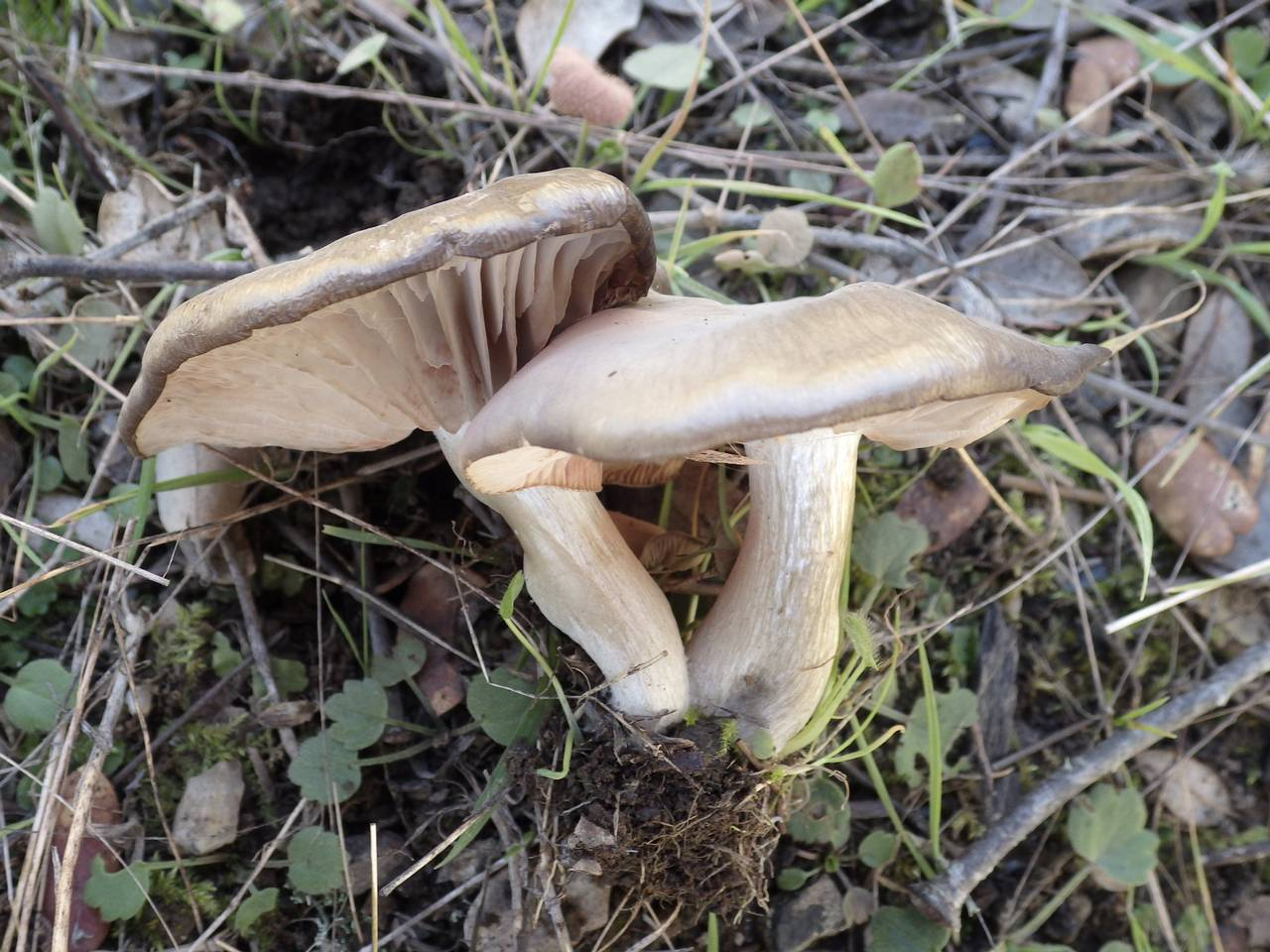
!Entoloma prunuloides!
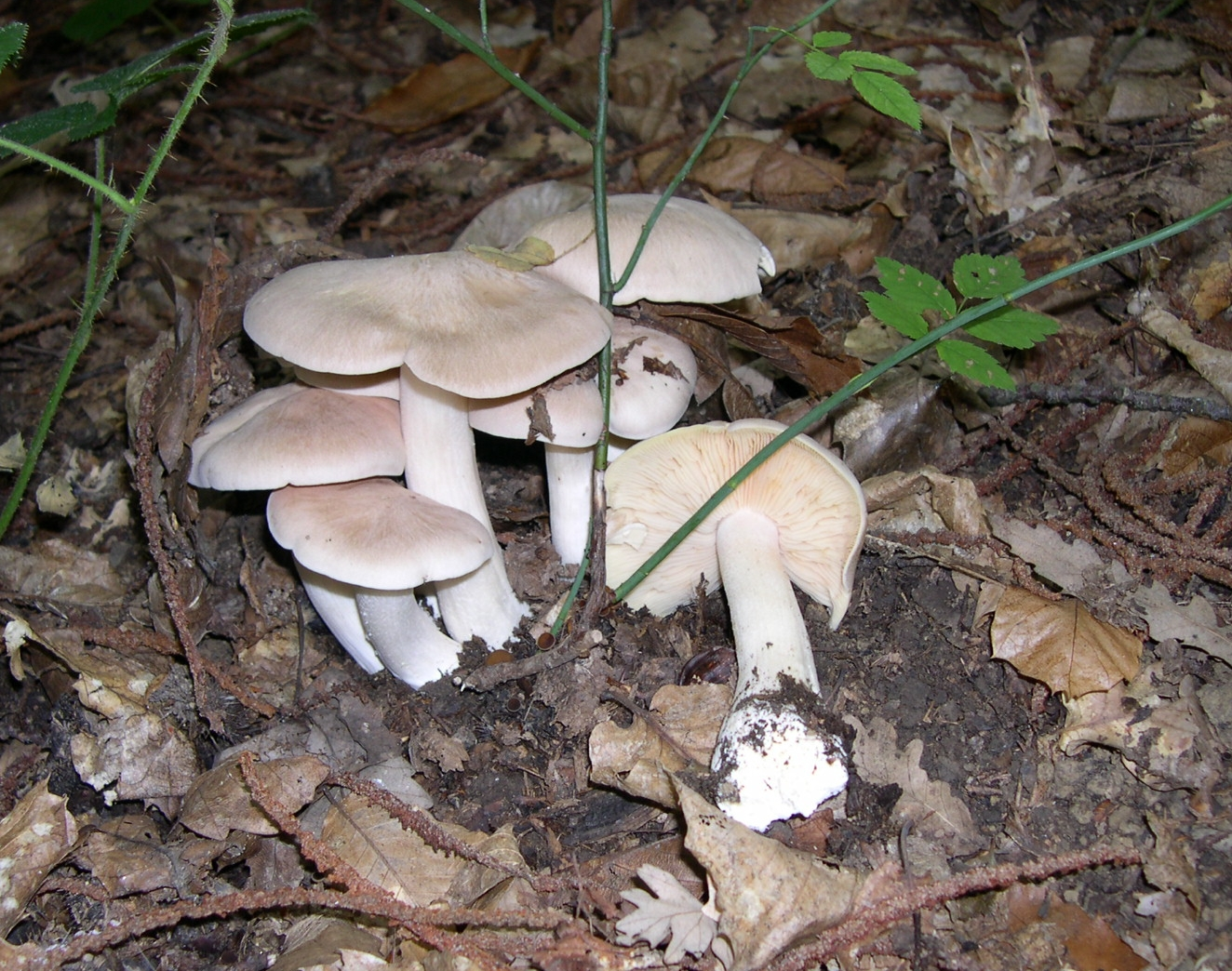
!!!Entoloma sinuatum!!!
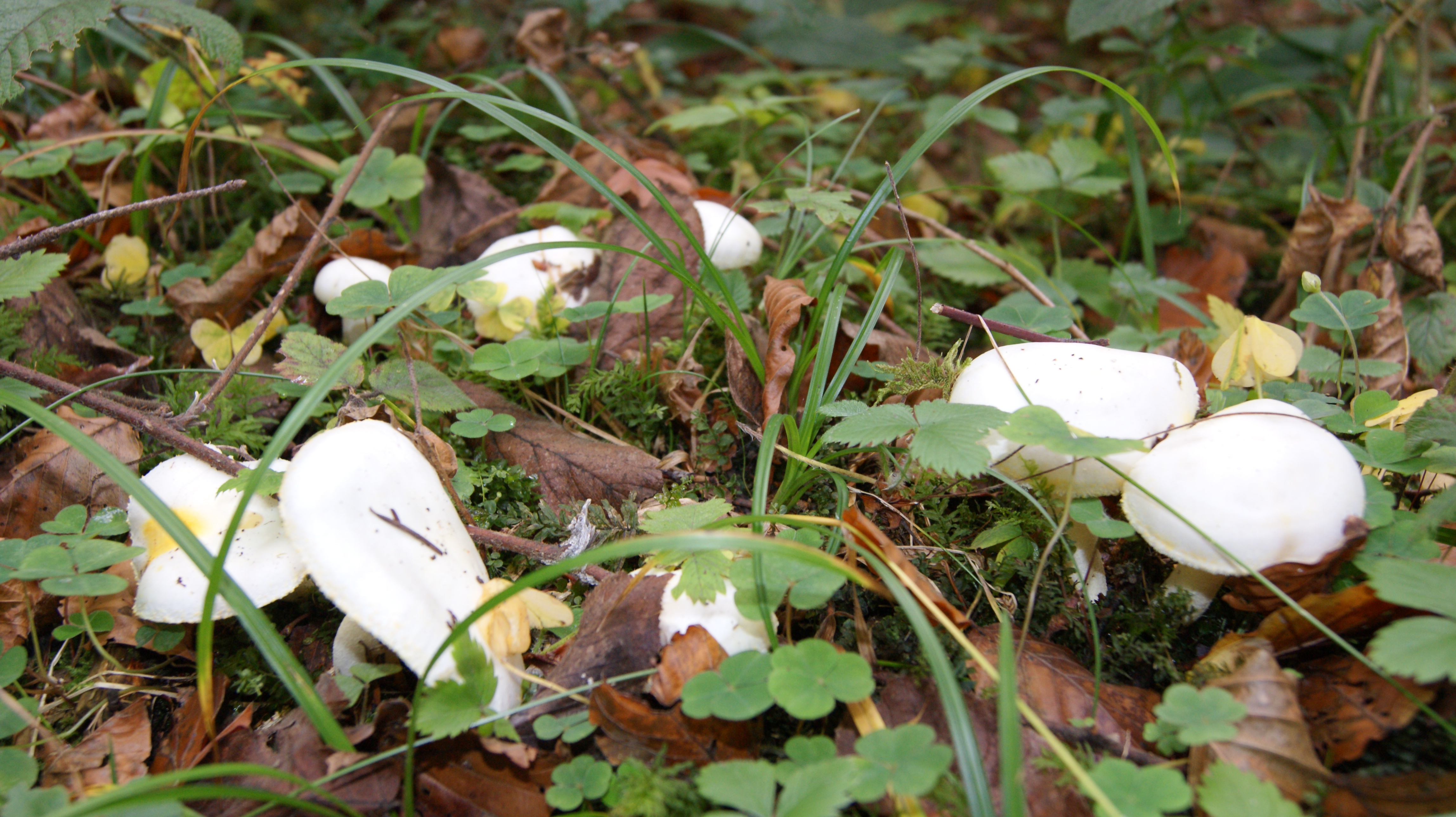
Hygrophorus chrysodon
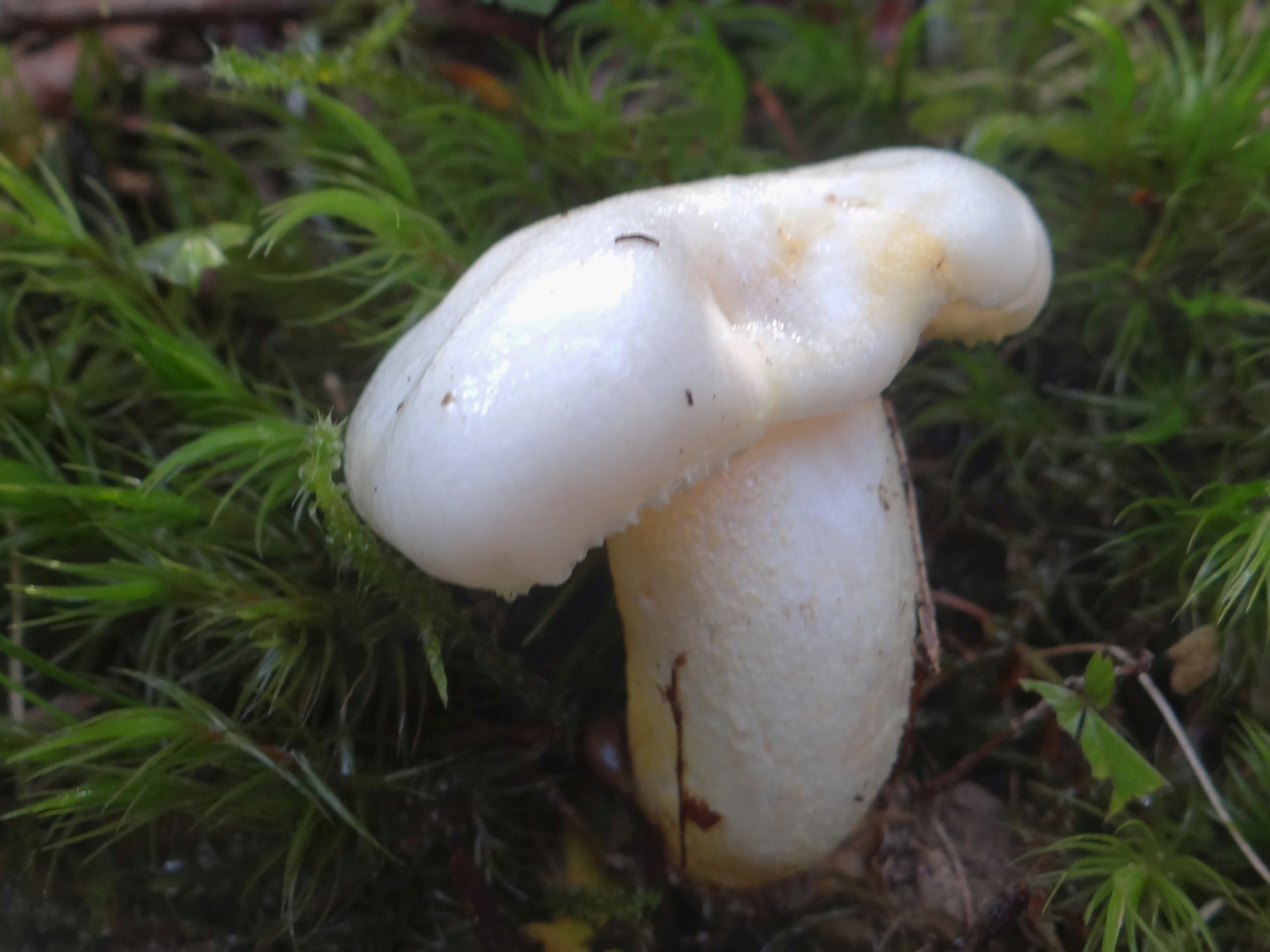
Hygrophorus cossus

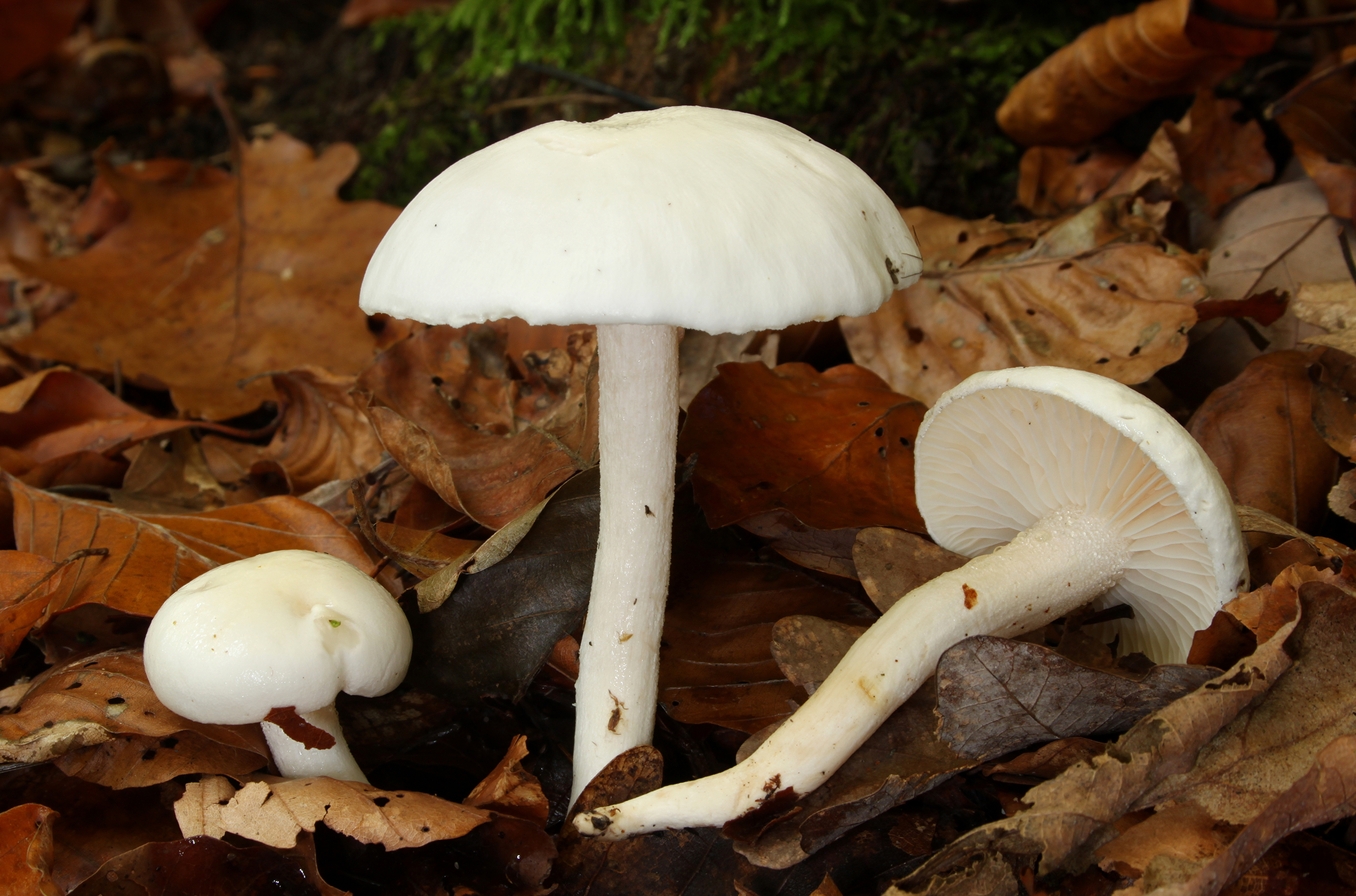
Hygrophorus eburneus
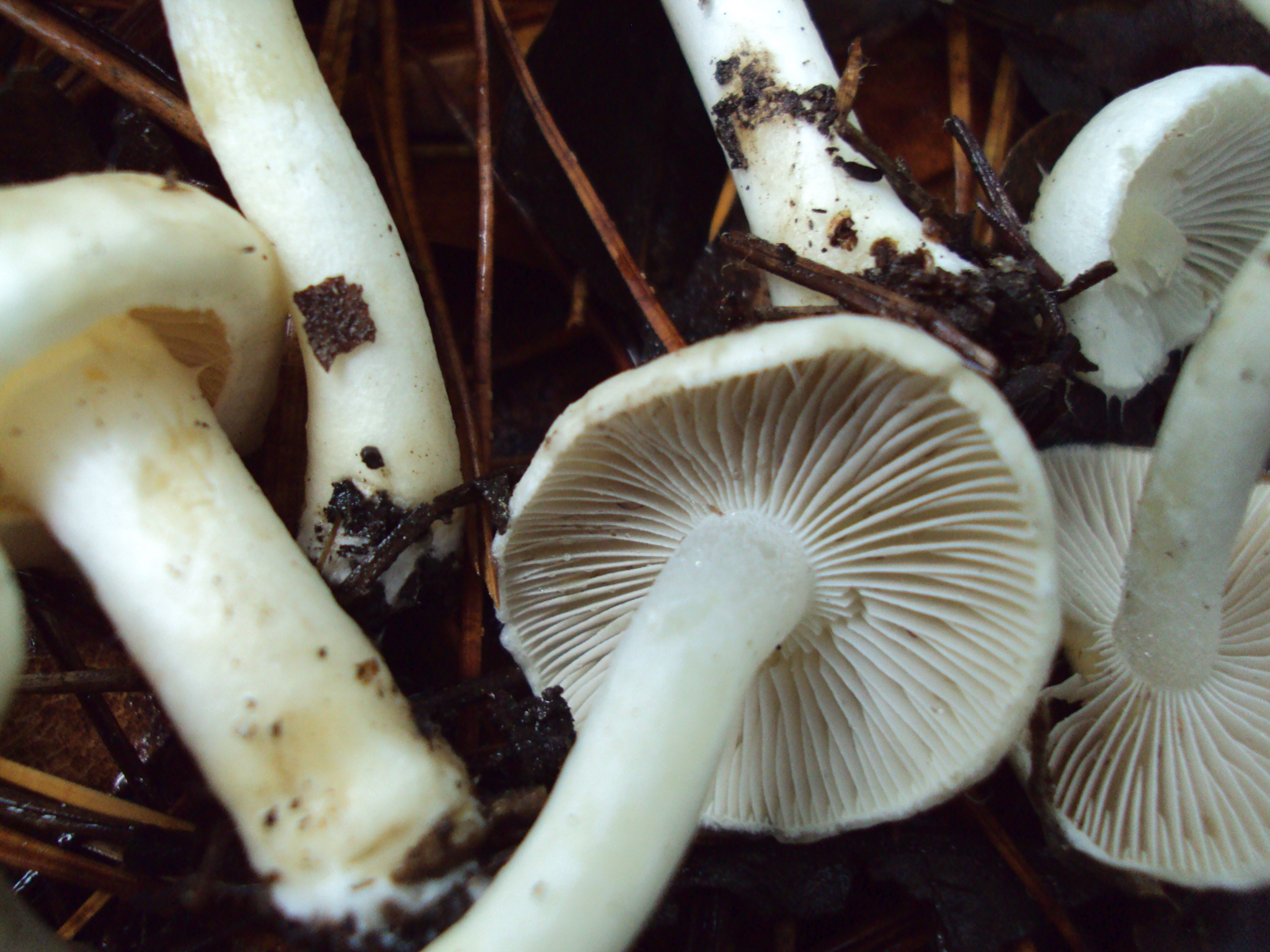
!!Inocybe geophylla!!
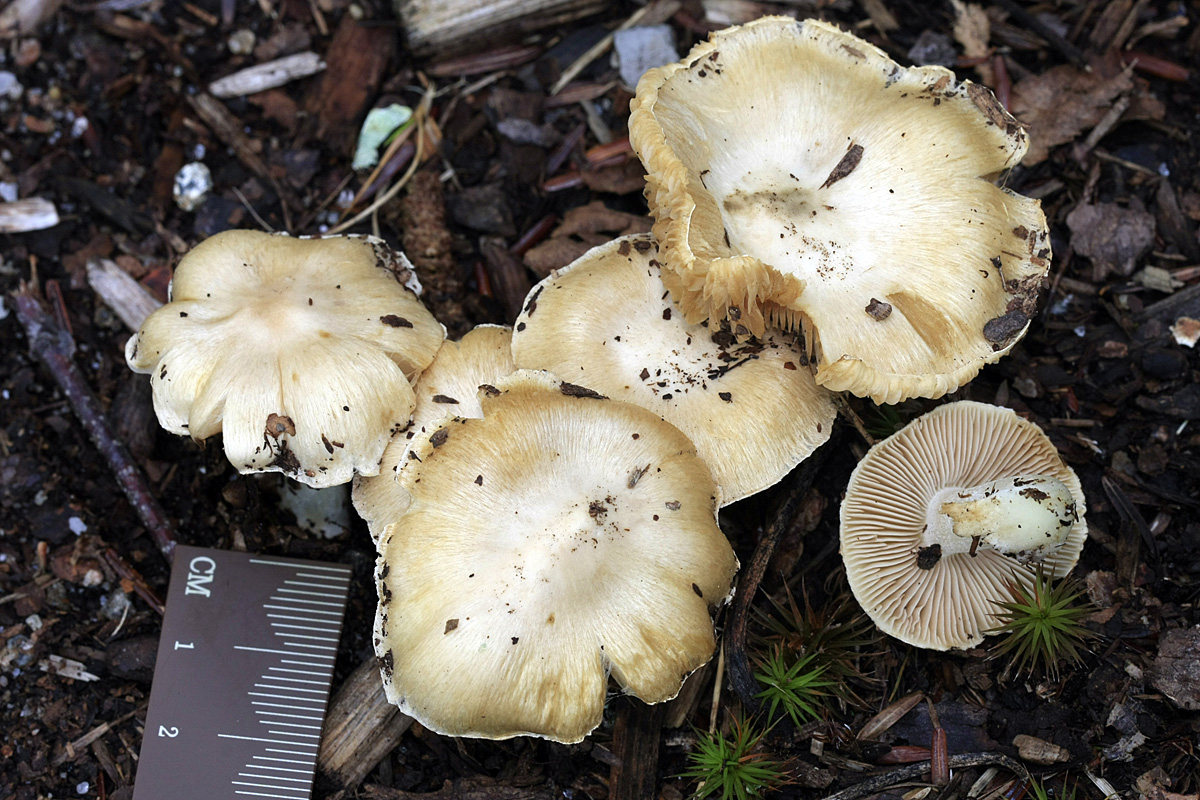
!!!Inocybe sambucina!!!
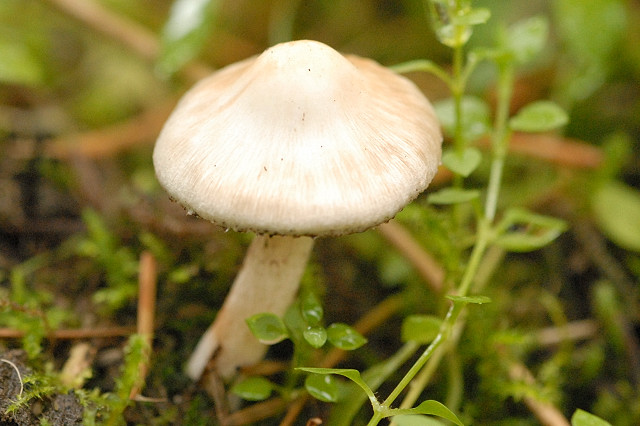
!! Inocybe.umbratica!!
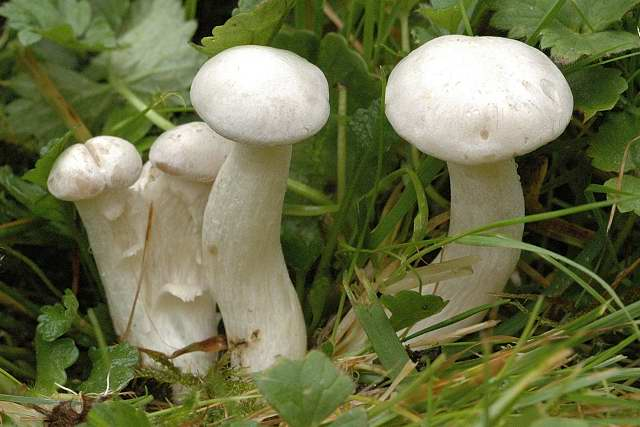
Leucocybe connata sin. Clitocybe connata, Lyophyllum connatum

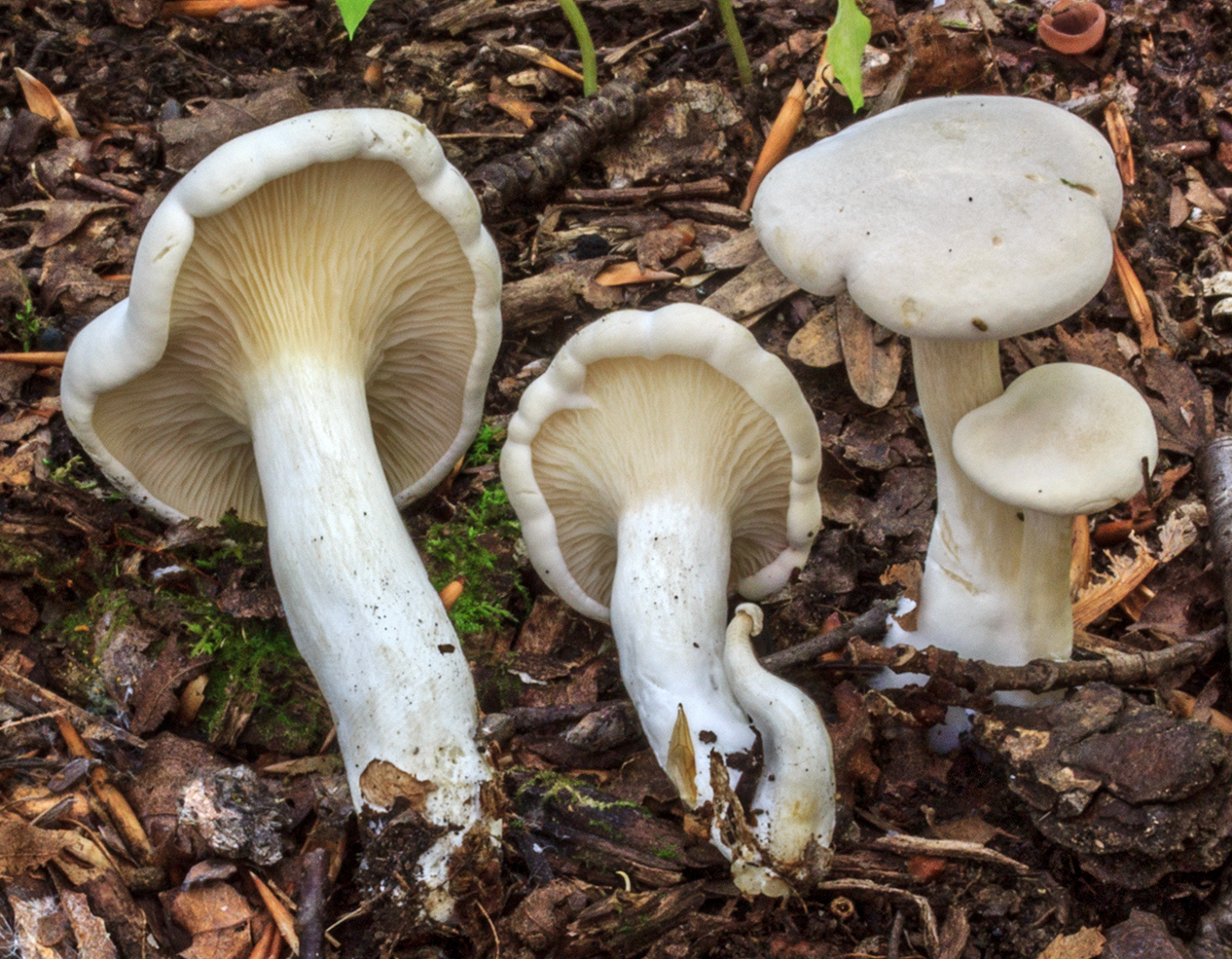
Clitopilus prunulus
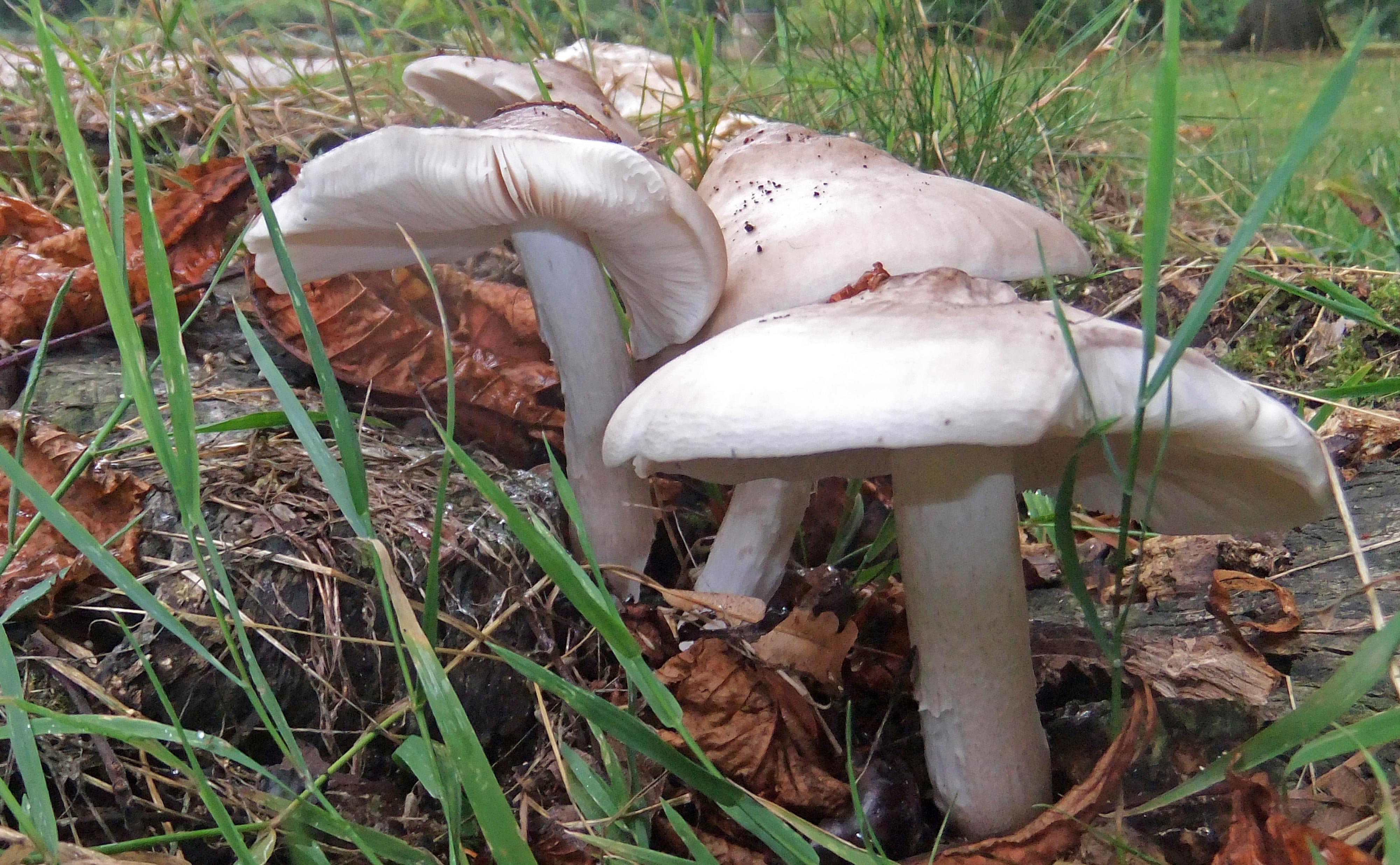
Pluteus petasatus
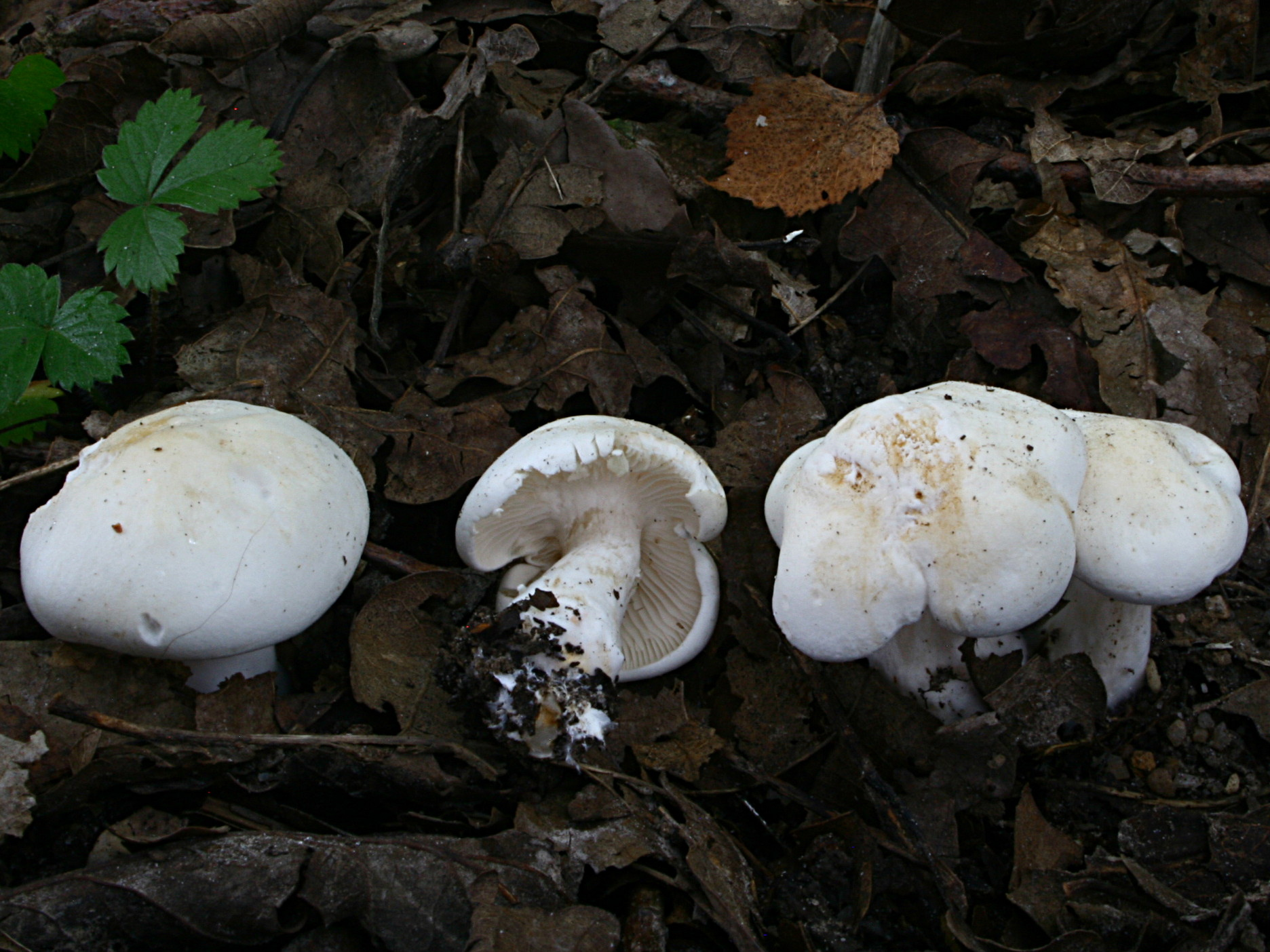
!Rhodocollybia maculata sin. Collybia maculata!
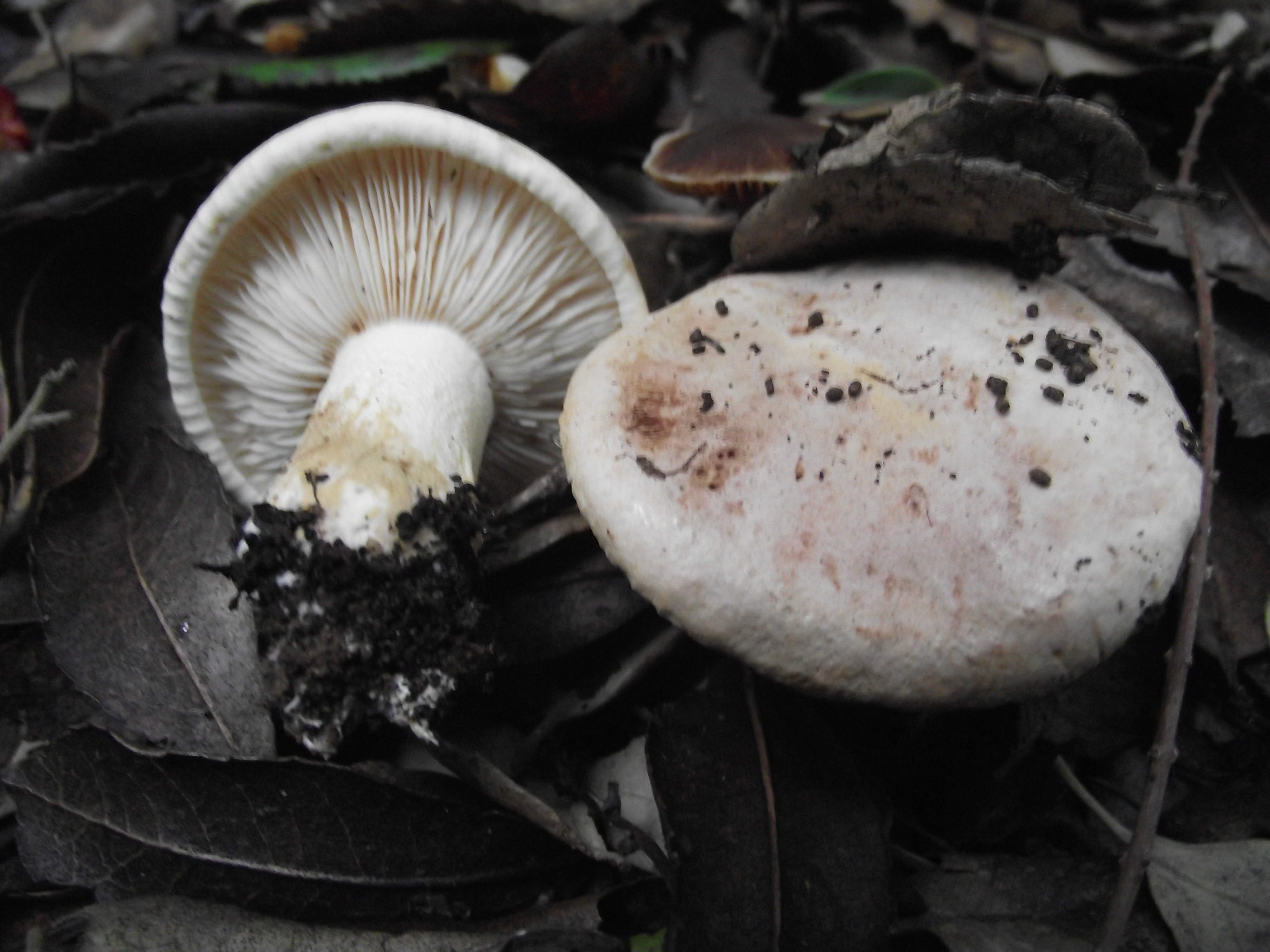
!Tricholoma acerbum!
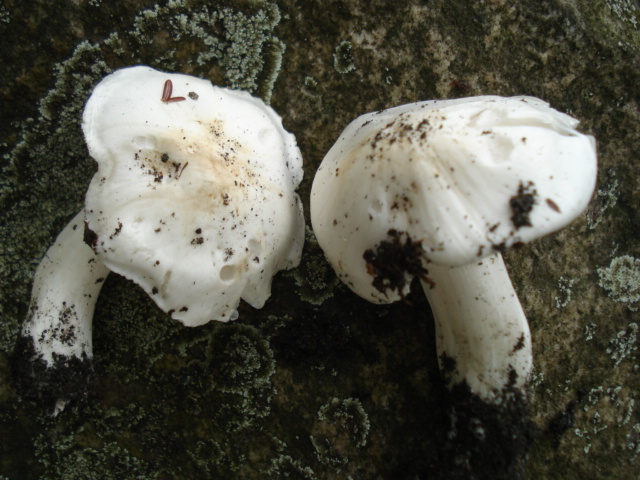
Tricholoma columbetta

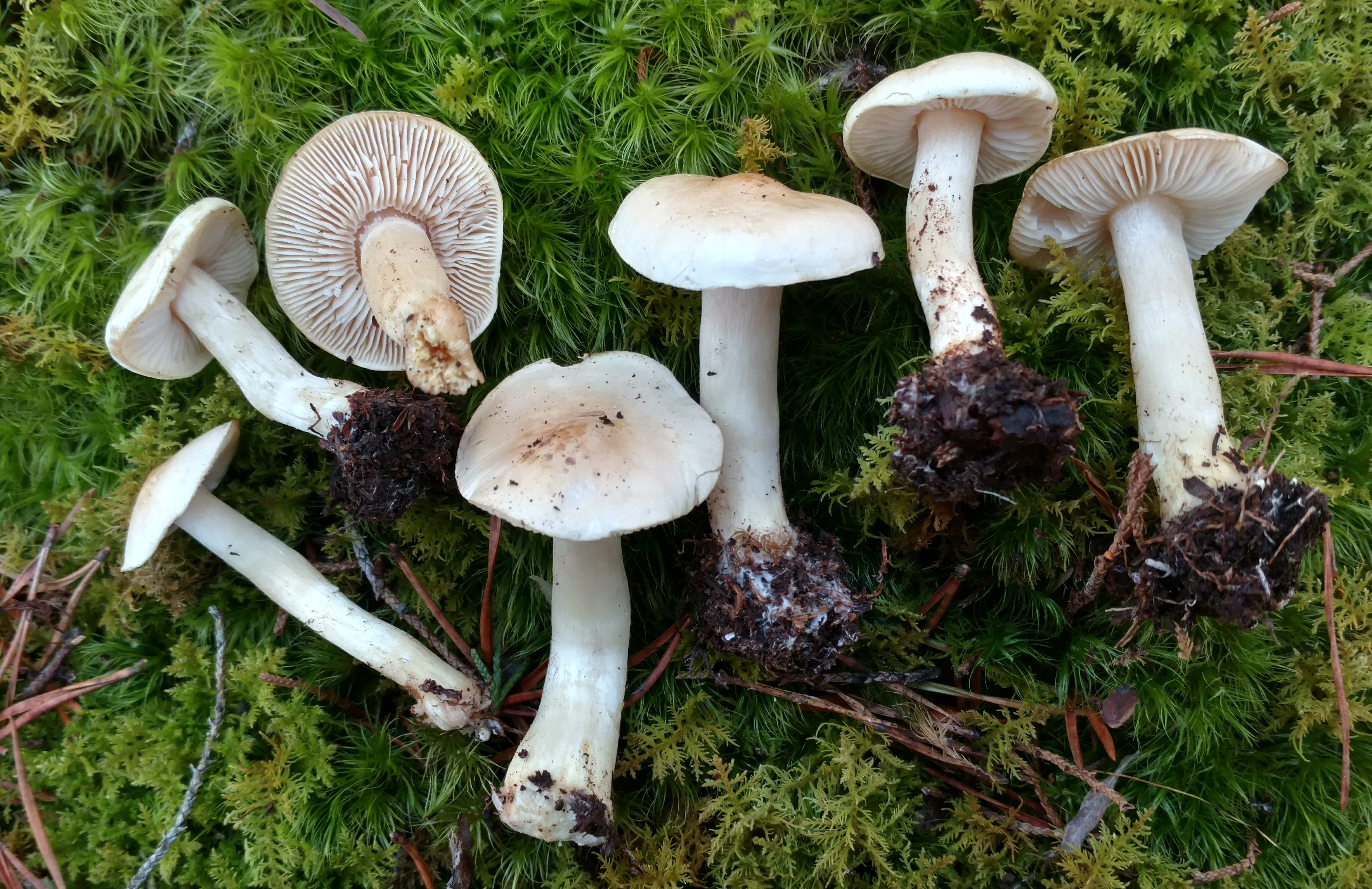
!Tricholoma inamoenum!
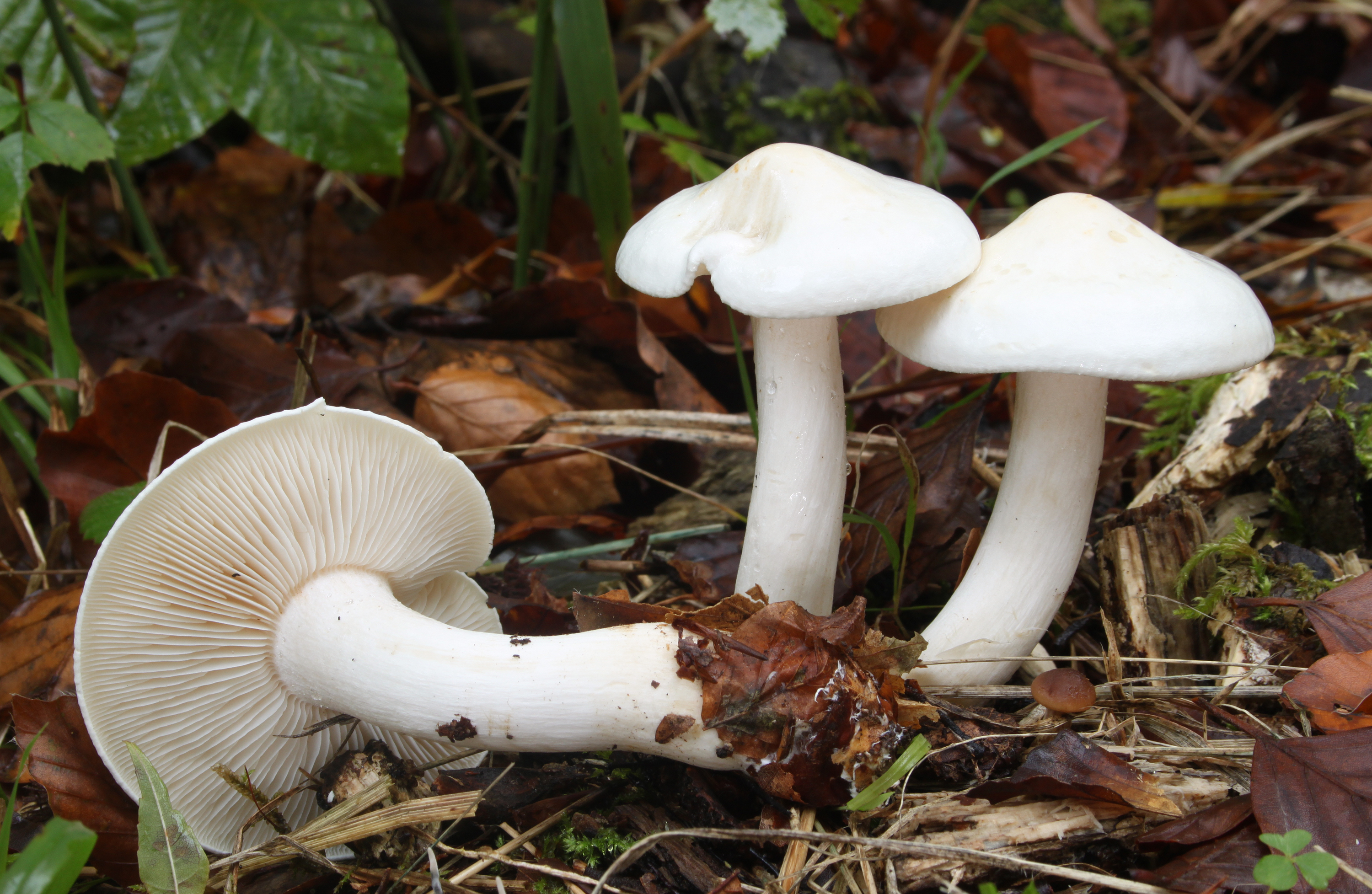
!Tricholoma lascivum!
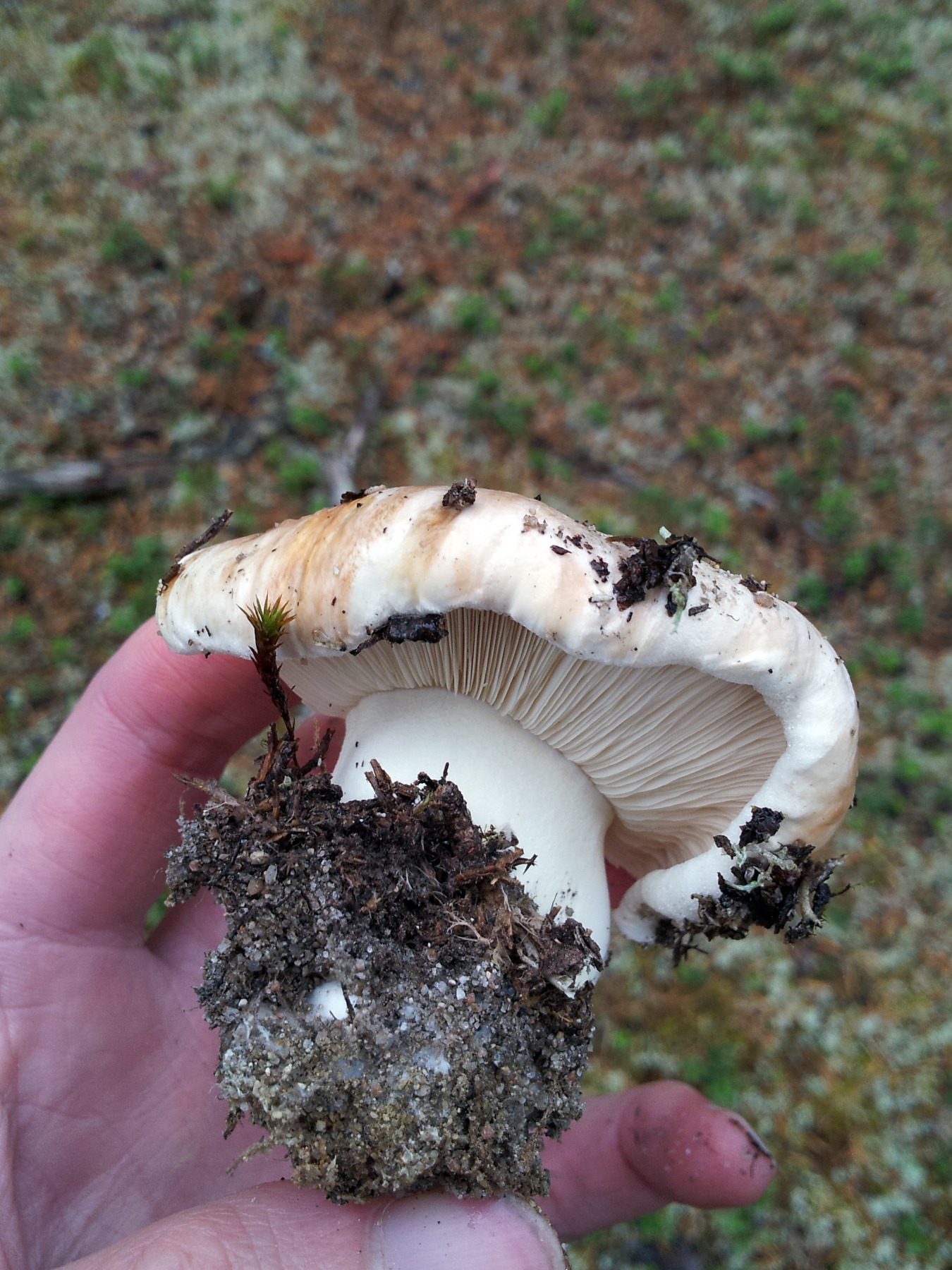
!!Tricholoma roseoacerbum!!
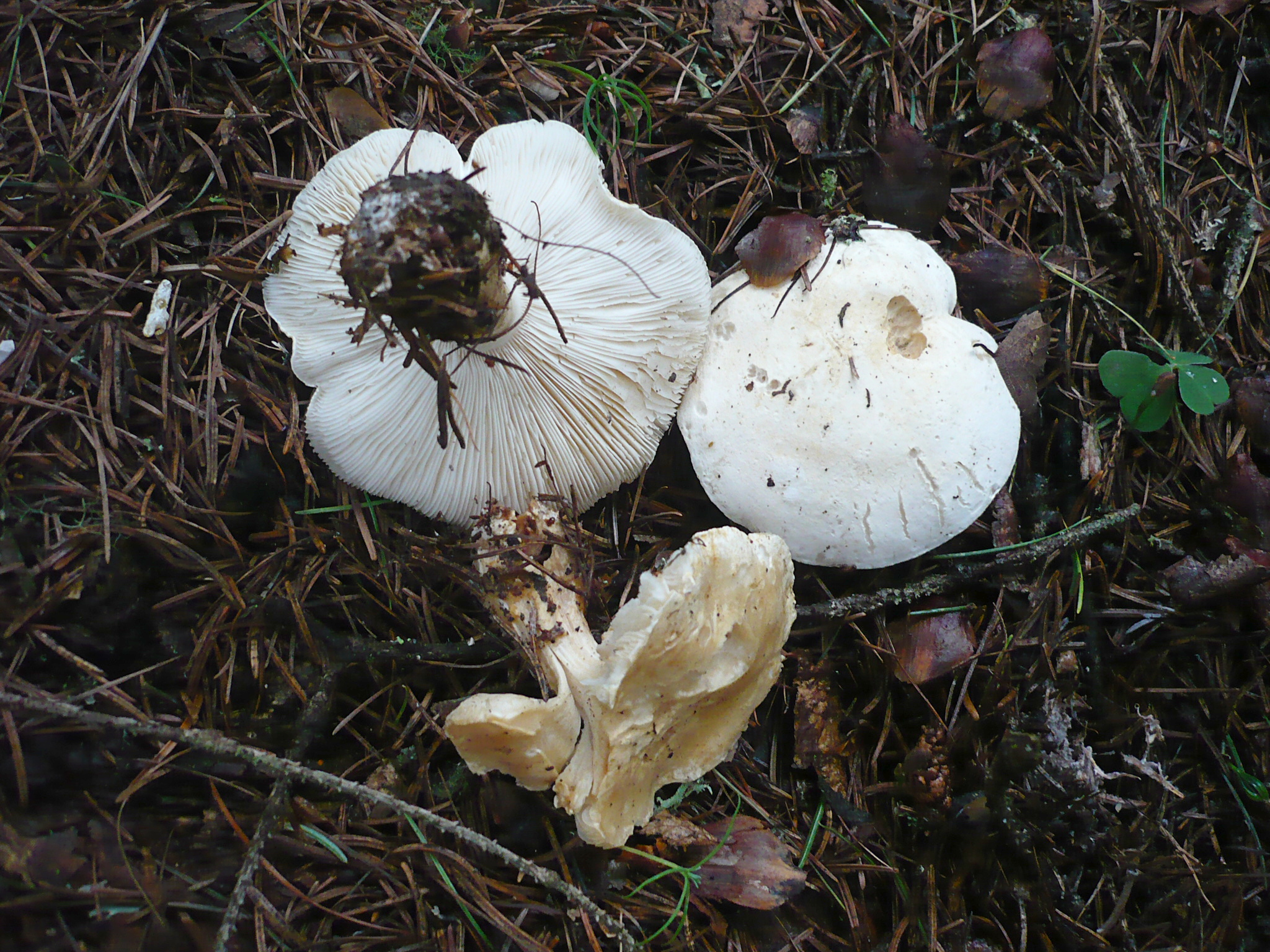
!Tricholoma stiparophyllum sin. Tricholoma pseudoalbum!

## Valorificare
Deși unii autori români o văd ciupercă otrăvitoare, ea este, conform tutor micologilor cu renume (între alții: vezi sub note și bibliografie), doar necomestibilă. Chiar și pagini cunoscute pentru cursul lor strict în cea ce privește toxicitatea posibilă a unei ciuperci o declară astfel. Desigur, dacă cineva s-ar sili să mănânce o porție ale acestei ciuperci în ciuda mirosului și gustului neplăcut, va capătă precis un disconfort gastrointestinal trecător din cauza compușilor chimici conținuți în producte amare sau iute care însă nu sunt toxine.
| Nu mâncați niciodată bureți de genul Tricholoma iuți și/sau amari (nici după însilozare) pentru că provoacă aproape mereu tulburări gastrointestinale, parțial foarte severe. |